# Học viện Sungyang
Học viện Sungyang hay thư viện Tung Dương là một học viện Nho giáo thế kỷ 14 nằm ở một bên của núi Janamsan, ở Kaesong, Công hòa Dân chủ Nhân dân Triều Tiên. Nó được xây dựng vào cuối thế kỷ 14 như là nhà của chính khách và học giả Nho giáo nổi tiếng Trịnh Mộng Chu, người sau đó đã bị ám sát năm 1392 bởi người của Lý Thành Quế, người sau này trở thành Thái Tổ của nhà Triều Tiên, đánh dấu sự kết thúc của vương triều Cao Ly. Năm 1573, tòa nhà được chuyển thành học viện Nho giáo. Nó đã được xếp hạng là Quốc bảo Triều Tiên số 128 và một phần của Di sản thế giới Các địa điểm và di tích lịch sử tại Kaesong được UNESCO công nhận từ năm 2013.